# Zumbro Falls
Zumbro Falls è un comune degli Stati Uniti d'America, situato nello Stato del Minnesota, nella Contea di Wabasha.